# كارولين باول
كارولين باول (بالإنجليزية: Caroline Powell)‏ هي متسابقة الحدث نيوزيلندية، ولدت في 14 مارس 1973 في لور هوت في نيوزيلندا.

## وصلات خارجية
- كارولين باول على موقع الاتحاد الدولي للفروسية (الإنجليزية)
- كارولين باول على موقع FEI (رابط بديل) (الإنجليزية)
- كارولين باول على موقع أوليمبيديا (الإنجليزية)
- كارولين باول على موقع اللجنة الأولمبية النيوزيلندية (الإنجليزية)